# Wula
Wula (gr. Βούλα) – miasto w Grecji, w regionie Attyka, w administracji zdecentralizowanej Attyka, w regionie Attyka, w jednostce regionalnej Attyka Wschodnia. Siedziba gminy Wari-Wula-Wuliagmeni. W 2011 roku liczyło 28 364 mieszkańców. Miasto leży około 17 km od stolicy Grecji, Aten. W pobliżu znajduje się także port lotniczy Ateny oraz przylądek Sunion. Dzięki dostępowi do drogi szybkiego ruchu nr 91, Wula posiada łatwy dostęp do ateńskiego lotniska oraz położonych wokoło mniejszych miejscowości.

## Historia oraz informacje ogólne
Miasto rozwinęło się dopiero w latach 60. XX wieku. Rosnące granice Aten oraz narastający napływ mieszkańców stolicy Grecji, którzy przenieśli się na przedmieścia, spowodowały, że Wula weszła w skład Ateńskiego Okręgu Metropolitarnego. Granice miast w okolicach Aten stale się rozszerzają, przez co Wula obecnie leży na przedmieściach Glifady, dla której stanowi część biznesowej oraz mieszkalnej dzielnicy.

## Zmiana populacji miasta
| Rok  | Populacja | Zmiana      | Gęstość    |
| ---- | --------- | ----------- | ---------- |
| 1981 | 10 539    | –           | 1199,4/km² |
| 1991 | 17 998    | 7459/70,78% | 2048,3/km² |
| 2001 | 25 532    | 7534/41,86% | 2905,7/km² |